# Dick Hérisson
Dick Hérisson est une série de bande dessinée dessinée et scénarisée par Didier Savard qui met en scène un détective privé, Dick Hérisson, et son ami Jérome Doutendieu, journaliste. L'action a lieu dans les années 1930 en France et plus particulièrement à Arles et en Provence.
Le nom Dick Hérisson est un hommage à Harry Dickson, le héros de Jean Ray. Ce n'est pas le seul hommage, le détective habitant rue Jean Ray à Paris. Les enquêtes sont teintées de fantastique comme le sont les nouvelles de Jean Ray.
Les dessins relèvent d'une ligne claire élégante. Des hommages discrets à d'autres auteurs tel Hergé (on y voit des effigies de Tintin et les Dupondt, un des personnages porte le nom d'Atom Karaboudjan) foisonnent au long des pages.

## Liste des albums

### Albums
- Tome 1 : L'Ombre du Torero (1984)
  - Prépublication en feuilleton en 6 parties, dans Charlie Mensuel du n° 21 (12/1983) au n° 26 (05/1984).
    - Épisode 1/6, Charlie Mensuel n° 21, 12/1983, p. 36-44 (pl. 1-9)
    - Épisode 2/6, Charlie Mensuel n° 22, 01/1984.
    - Épisode 3/6, Charlie Mensuel n° 23, 02/1984.
    - Épisode 4/6, Charlie Mensuel n° 24, 03/1984.
    - Épisode 5/6, Charlie Mensuel n° 25, 04/1984.
    - Épisode 6/6, Charlie Mensuel n° 26, 05/1984.

  - Paris : Dargaud, 09/1984, 48 p.  (ISBN 2-205-02733-6). NB : 4e plat sans code barres.
  - Paris : Dargaud, 02/1987, 52 p.  (ISBN 2-205-02733-6). NB : 4e plat avec code barres.
  - Paris : Dargaud, 06/1985, 52 p.  (ISBN 2-205-02733-6). NB : 4e plat avec code barres.
  - Paris : Dargaud, 09/1993, 52 p.  (ISBN 2-205-04254-8). NB : liste des 5 tomes parus sur le 4e plat.
  - Paris : Dargaud, 12/1994, 52 p.  (ISBN 2-205-02733-6). NB : mention "Exemplaire gratuit ne peut être vendu" et liste des 5 tomes parus sur le 4e plat.
  - Paris : Dargaud, 03/1999, 52 p.  (ISBN 2-205-02733-6). NB : liste des 8 tomes parus sur le 4e plat.

- Tome 2 : Les Voleurs d'oreilles (1985)
  - Prépublication en feuilleton en 5 parties, dans Charlie Mensuel, du n° 33 (12/1984) au n° 37 (05/1985).
    - Épisode 1/5, Charlie Mensuel n° 33, 12/1984.
    - Épisode 2/5, Charlie mensuel n° 34, 02/1985, p. 10-20 (pl. 8-17)
    - Épisode 3/5, Charlie mensuel n° 35, 03/1985
    - Épisode 4/5, Charlie mensuel n° 36, 04/1985
    - Épisode 5/5, Charlie mensuel n° 37, 05/1985, p. 58-71 (pl. 34-46)

  - Paris : Dargaud, 06/1985, 47 p.  (ISBN 2-205-02959-2). NB : mention du tome 1 paru sur le 4e plat.
  - Paris : Dargaud, 06/1988, 52 p. Tirage limité : 150 exemplaires album tamponné et signé 7 illustrations n&s le tout sous chemise toilée.
  - Paris : Dargaud, 03/1993, 52 p.  (ISBN 2-205-04192-4)
  - Paris : Dargaud, 04/1994, 52 p.  (ISBN 2-205-04192-4). NB : liste des 5 titres au 4e plat.
  - Paris : Dargaud, 01/1996, 52 p.  (ISBN 2-205-04192-4). NB : liste des 7 titres au 4e plat.
  - Paris : Dargaud, 05/2000, 52 p.  (ISBN 2-205-04192-4). NB : liste des 9 titres au 4e plat. Dessin en pied de Dick Hérisson.

- Tome 3 : L'Opéra maudit (1987)
  - Prépublication en feuilleton en 6 parties, dans Pilote & Charlie : la BD en fusion, du n° 12 (03/1987) au n° 17 (09/1987).
    - Épisode 1/6, Pilote & Charlie : la BD en fusion n° 12, 03/1987, p. 84-94 (pl. 1-7). Couverture originale.
    - Épisode 2/6, Pilote & Charlie : la BD en fusion n° 13, 04/1987.
    - Épisode 3/6, Pilote & Charlie : la BD en fusion n° 14, 05/1987.
    - Épisode 4/6, Pilote & Charlie : la BD en fusion n° 15, 06/1987.
    - Épisode 5/6, Pilote & Charlie : la BD en fusion n° 16, 07/1987.
    - Épisode 6/6, Pilote & Charlie : la BD en fusion n° 17, 09/1987.

  - Paris : Dargaud, 10/1987, 48 p.  (ISBN 2-205-03407-3). NB : liste des 3 tomes parus sur le 4e plat.
  - Paris : Dargaud, 05/1994, 48 p.  (ISBN 2-205-04326-9)
  - Paris : Dargaud, 05/1995, 48 p.  (ISBN 2-205-04326-9). NB : liste des 6 titres parus au 4e plat.
  - Paris : Dargaud, 05/2000, 48 p.  (ISBN 2-205-04326-9). NB : liste des 9 titres au 4e plat. Dessin en pied de Dick Hérisson.

- Tome 4 : Le Vampire de la Coste (1990)
  - Paris : Dargaud, 06/1990, 48 p.  (ISBN 2-205-03891-5). NB : liste des 4 tomes parus au 4e plat.
  - Paris : Dargaud, 04/1995, 48 p.  (ISBN 2-205-04432-X). NB : collection "Planète BD". Liste des 6 tomes parus au 4e plat.
  - Paris : Dargaud, 03/1996, 48 p.  (ISBN 2-205-03891-5). NB : liste des 7 titres parus au 4e plat.
  - Paris : Dargaud, 07/1998, 48 p.  (ISBN 2-205-03891-5). NB : liste des 8 titres parus au 4e plat.
  - Paris : Dargaud, 03/2002, 48 p.  (ISBN 2-205-03891-5)

- Tome 5 : La Conspiration des poissonniers (1993)
  - Paris : Dargaud, 02/1993, 64 p.  (ISBN 2-205-04086-3). NB : comporte un journal "Le Petit Marseillais" daté Février 1933 complétant l'histoire de l'album. Liste des 5 tomes parus au 4e plat.
  - Paris : Dargaud, 10/1999, 52 p.  (ISBN 2-205-04086-3). NB : liste des 8 titres parus au 4e plat.
  - Paris : Dargaud, 01/2000, 52 p.  (ISBN 2-205-04945-3). NB : collection "Édition en Or". Liste des 8 titres parus au 4e plat.
  - Paris : Dargaud, 08/2002, 52 p.  (ISBN 2-205-04945-3). NB : liste des 10 titres parus au 4e plat. Dessin en pied de Dick Hérisson.

- Tome 6 : Frères de cendres (1994)
  - Paris : Dargaud, 11/1994, 47 p.  (ISBN 2-205-04223-8). NB : liste des 6 titres parus au 4e plat.
  - Paris : Dargaud, 07/1998, 47 p.  (ISBN 2-205-04223-8). NB : liste des 8 titres parus au 4e plat.
  - Paris : Dargaud, 03/2001, 52 p.  (ISBN 2-205-04223-8). NB : liste des 9 titres parus au 4e plat. Dessin en pied de Dick Hérisson.

- Tome 7 : Le Tombeau d'Absalom (1996)
  - Paris : Dargaud, 03/1996, 52 p.  (ISBN 2-205-04328-5). NB :  liste des 7 titres parus au 4e plat. Macaron avec un poster.
  - Paris : Dargaud, 01/1997, 52 p.  (ISBN 2-205-04328-5). NB :  liste des 7 titres parus au 4e plat.
  - Paris : Dargaud, 05/2000, 52 p.  (ISBN 2-205-04328-5). NB : liste des 9 titres parus au 4e plat. Dessin en pied de Dick Hérisson.

- Tome 8 : La Maison du pendu (1998)
  - Paris : Dargaud, 04/1998, 50 p.  (ISBN 2-205-04541-5). NB : liste des 8 titres parus au 4e plat.
  - Paris : Dargaud, 05/2000, 50 p.  (ISBN 2-205-04541-5). NB : liste des 9 titres parus au 4e plat. Dessin en pied de Dick Hérisson.

- Tome 9 : Le Septième cri (2000)
  - Paris : Dargaud, 05/2000, 48 p.  (ISBN 2-205-04844-9). NB : liste des 8 titres parus au 4e plat, dessin en pied de Dick Hérisson.
  - Lille : Librairie Folle Image, 05/2000, 52 p.  (ISBN 2-205-04844-9). NB : 280 exemplaires avec un ex-libris numéroté et signé collé dans l'album. Couverture originale.

- Tome 10 : La Brouette des morts (2002)[2]
  - Paris : Dargaud, 09/2002, 52 p.  (ISBN 2-205-05056-7). NB : liste des 10 titres parus au 4e plat, dessin en pied de Dick Hérisson.
  - Imbroglio, 12/2002,  (ISBN 2-914966-03-2). NB : contient un ex-libris sérigraphié.

- Tome 11 : L'Araignée pourpre
  - 1re partie : Le Second Testament du Docteur Nulpar. Paris : Dargaud, 10/2004, 52 p.  (ISBN 2-205-05456-2). NB : liste des 11 titres parus au 4e plat, dessin en pied de Dick Hérisson.
  - Une histoire inachevée. Paris : Dargaud, 01/2018, 80 p.  (ISBN 978-2-205-07699-8). NB : macaron 30 pages d'inédits.

- Tome 12 : L'Araignée pourpre (2de partie : Le Secret de l'abbaye maudite) (annoncé à paraître, mais jamais paru)

### Hors séries
- Dick Hérisson : intégrale volume 1. Paris : Dargaud, novembre 2006, 255 p.-[8] p. de pl.  (ISBN 2-205-05928-9). Regroupe les cinq premiers épisodes de la série, le tout enrichi d'un cahier de 16 pages contenant de nombreux documents inédits. Rééd. 06/2008  (ISBN 978-2-205-05928-1)
- Dick Hérisson : intégrale volume 2. Paris : Dargaud, avril 2007, 255 p.-[8] p. de pl.  (ISBN 978-2-205-05976-2). Réunit : "Frères de cendres" ; "Le Tombeau d'Absalom" ; "La Maison du pendu" ; "Le 7e cri" ; "La Brouette des morts". Rééd. 09/2016.

### Produits dérivés
- Statuette du personnage (hauteur 20 cm, peinte à la main, réalisée à 125 exemplaires dont 15 HC), accompagnée d’une sérigraphie représentant Dick Hérisson aux abords de la ruelle Impossible et suivi par une ombre inquiétante. Réalisation : librairie Moustache et Trottinette, Montpellier.